# Corner sur le café de 1880
Le corner sur le café de 1880 est une vaste spéculation sur la hausse des cours de l'arabica au cours des années 1870, menée aux États-Unis sous forme de corner par la "Trinité" américaine de gros négociants: le jeune O.G. Kimball, de Boston, associé à deux négociants new-yorkais, Benjamin Green Arnold, le premier "roi du café", et Bowie Dash, issu de la firme Scott & Meiser. En contrôlant les stocks.

## Histoire

### Les ferments de la spéculation
Pour étrangler leurs concurrents dans un "corner", les trois grands négociants ont maintenu artificiellement élevé le prix du café de Java. Mais celui-ci sera finalement emporté au cours de l'année 1880 par le déferlement du café brésilien sur le marché mondial, qui prend la place de celui de Java. Sur la fin, les trois négociants ont voulu maladroitement contrôler aussi l'offre latino-américaine mais elle les surprend par son ampleur. Dans un premier temps, ils ont bénéficie de la forte hausse des cours du café entre 1870 et 1876.
Leurs opérations avaient commencé dès 1869, quand Benjamin Green Arnold s'est enrichi de 1,25 million de dollars grâce à ses achats de café javanais. Il conserve ensuite ses stocks de café, malgré de doublement des cours du café, car il spécule sur la diminution des récoltes causée par la rouille du caféier, un parasite aux effets dévastateurs sur les plantations, qui est également détectée en 1876 à Java, deuxième producteur mondial de café arabica. Les plantations sont rendues fragiles par la faible diversité génétique du café arabica et un mode de culture en rangs serrés, où le parasite se propage plus vite. Le parasite étend son aire à la plupart des sites de caféiculture en Asie et Océanie, mais la production baisse moins que prévu, les planteurs peinant à identifier les causes à la maladie, qu'ils croient pouvoir combattre avec des pesticides.
Le corner se déroule dans un contexte très spéculatif où des  cartels dominent aussi le marché du sucre à New York mais le marché du café n'a pas les mêmes ressources en termes de prévisions de l'offre et de la demande que celles offertes par les nouveaux "statisticiens du sucre".

### Le percement de la bulle
Le krach de 1880 sur les cours du café a été assez progressif. Sur les onze premiers mois de 1880, les cours du café ne cessent de baisser, refusant de rebondir, passant à New York de 24 à 16 cents la livre. Le 27 octobre, Risley, maison de négoce active depuis 30 ans, est en faillite avec un "trou" de 0,4 million de dollars. Et le 4 décembre, O.G. Kimball, 42 ans et bonne santé, décède après une partie de cartes, ce qui désintègre sa société et met en difficulté ses créanciers et associés, constate The New York Times le 8 décembre. Les faillites se multiplient, refroidissant les créanciers pour longtemps. On découvre que "le roi du café" Benjamin Green Arnold a 2,1 millions de dollars de dettes pour moitié moins d'actifs.

### Les conséquences, la création d'un marché à terme du café
Plusieurs des négociants en faillite à la suite du corner sur le café créent le premier marché à terme du café, afin d'empêcher les spéculateurs d'étrangler le marché à nouveau. C'est la naissance quatre ans après le krach du futur New York Coffee Sugar and Cocoa Exchange. Benjamin Green Arnold héberge les réunions dans ses locaux du 166 Pearl Street à New York et devient le premier président. Ce nouveau marché se créé dans un contexte où des marchés à terme se multiplient dans le monde des matières premières, en particulier pour le café.
Neuf types de café arabica, classés et reconnus, venus du monde entier, sont définis, à condition d'avoir des apports en quantités suffisantes. Il faudra attendre 50 ans pour la création du premier contrat sur le robusta, lancé au Havre dans les années 1930. En 1928 sera lancé un contrat à 100 % sur le Santos Brésilien, grade 4, base de tous les mélanges. Au début du siècle suivant, ce contrat sera remplacé par un outil de couverture plus adapté à la diversité du marché mondial: un contrat mixant 18 arabicas différents. Le premier contrat sur le robusta ne sera mis en place qu'en 1937, mais en France, dans le port du Havre.